# Girolamo Chiti
Pour les articles homonymes, voir Chiti (homonymie).
Girolamo Chiti (né le 19 janvier 1679 à Sienne; † 4 septembre 1759 à Rome) est un compositeur italien.

## Biographie
Après une formation de base musicale avec Giuseppe Ottavio Cini, maître de chapelle de la cathédrale de Sienne, et Tommaso Redi (neveu du précédent), il est organiste à l'église Santa Maria di Provenzano  et maître au Collège Tolomei à Sienne. En 1712 il est à Rome, où il étudie avec Giuseppe Ottavio Pitoni et Antonio Caldara. Au plus tard en 1717, il se fixe à Rome, où il est nomme maître de chapelle au Collegio degli Orfani (College des Orphelins) près de l'église de Santa Maria in Aquiro. En 1726, Chiti va au Latran, comme assistant du maître titulaire Francesco Gasparini; en avril 1727 il est nommé maître de chapelle de la Basilique Saint-Jean-de-Latran. Grâce à ses contacts avec la famille Corsini, Chiti occupe de 1735 le poste de chapelain de la Capella Corsini.
Chiti écrit de 1703 à 1748 une série de traités et manuels de théorie musicale et est à côté de Giuseppe Ottavio Pitoni et Giovanni Battista Martini un grand spécialiste de la musique de son temps. Tout au long de sa vie, il s'occupe d'étudier et de copier des partitions anciennes. En 1750, il donne toute sa collection au cardinal Neri Maria Corsini. Ce legs, sous le nom de Fondo Chiti, est conservé à la Biblioteca Corsiniana e dell'Accademia dei Lincei de Rome.
En tant que directeur de la musique de Saint-Jean-de-Latran jusqu'à sa mort, Chiti continue à écrire de nouvelles œuvres de musique sacrée. Les archives de la basilique Saint-Jean-de-Latran conservent plus de 3.000 compositions de musique sacrée de Chiti.